# Centro Internacional de Investigación e Información sobre la Economía Pública, Social y Cooperativa
El Centro Internacional de Investigación e Información sobre la Economía Pública, Social y Cooperativa (CIRIEC) es una organización no gubernamental científica internacional, cuyos objetivos son la recolección de información, la investigación científica y la publicación de trabajos sobre los sectores económicos y actividades orientadas hacia los servicios del interés general como:
- las acciones de las autoridades públicas en el campo económico
- las utilidades públicas
- empresas públicas y mixtas a niveles nacional, regional y municipal
- la economía social
- la participación de los trabajadores
- las cooperativas
- las entidades no lucrativas
- las empresas sociales

CIRIEC International cuenta con 15 secciones nacionales plenamente autónomas en sus actividades: Argentina, Austria, Bélgica, Brasil, Canadá, Colombia, Costa Rica, España, Francia, Japón, México, Portugal, Túnez, Turquía y Venezuela.
CIRIEC International edita la revista científica Annals of Public and Co-operative Economics
http://onlinelibrary.wiley.com/journal/10.1111/(ISSN)1467-8292

## Secciones nacionales de CIRIEC

### Canadá
La sección de La sección de CIRIEC-Canada tiene por objetivo contribuir al desarrollo de la actividad económica de las empresas colectivas (economía pública y economía social) proporcionando un apoyo informado y crítico a través de la investigación, la formación, la difusión de información y la intervención pública y privada.

### Colombia
La sección colombiana de CIRIEC es una asociación sin ánimo de lucro, de finalidad científica.
Objetivos de CIRIEC-Colombia: contribuir al desarrollo de los territorios y de la economía pública, social y solidaria. 
Valores de la entidad: democracia, participación social, equidad, justicia, promoción de las personas y preservación de los recursos colectivos sostenibles.
Actividades:
- desarrollar investigaciones científicas
- promover la difusión de conocimiento científico con publicaciones 
- desarrollar proyectos de apoyo técnico e institucional en materia de economía social
- desarrollar eventos e intercambios científicos

### España
La sección española es CIRIEC-España. Esta sociedad científica promueve la difusión del concepto de economía social en España desde 1986 a través de revistas científicas de economía y jurídica, eventos y jornadas técnicas, un centro de documentación e información, boletines de información del Observatorio español de la economía social y del Observatorio iberoamericano de la economía social (OIBESCOOP), del Social Economy News y desarrollado y publicando proyectos de investigación. El grupo de expertos que elaboró el Informe técnico para la aprobación de la Ley de economía social de España estaba integrado por investigadores del CIRIEC. CIRIEC es órgano consultivo de Naciones Unidas para la Economía social y solidaria, del Comité Económico y Social Europeo, del Grupo de expertos de la economía social y las empresas sociales (GECES) de la Comisión Europea. Los expertos del Consejo Nacional de Fomento de la Economía Social de España son miembros de CIRIEC.
Los presidentes de la Comisión Científica de CIRIEC-España José Barea Tejeiro, José Luis Monzón-Campos y Rafael Chaves-Ávila, han avanzado en la delimitación conceptual y teorización de la economía social.